# Phaonia mysticoides
Phaonia mysticoides este o specie de muște din genul Phaonia, familia Muscidae, descrisă de Ma et Wang în anul 1980. Conform Catalogue of Life specia Phaonia mysticoides nu are subspecii cunoscute.